# Theodor de Witt
Theodor de Witt   (Wesel, 9 de novembre de 1823 - Roma, 1 de desembre de 1855) fou un músic alemany.
Va estudiar a Berlín amb el professor Siegfried Wilhelm Dehn, i es distingí especialment com investigador de música religiosa antiga, que estudià a fons en els arxius i biblioteques del Vaticà. Fruit d'aquests estudis foren els tres primers volums de la gran edició de Palestrina publicada per Breitkopf i Haertel de Leipzig.
Va compondre sis Salms a 3, 4 i 6 veus; un Agnus Dei; un Tantum ergo; lieder; Cors, per a veus femenines, i una Sonata de piano.